# Garáže Vršovice
Garáže Vršovice jsou autobusové garáže Dopravního podniku hl. m. Prahy a. s. v Praze na Bohdalci, v části Michle spadající do městské části Praha 10, asi 200 m od hranice Vršovic, při ulici Nad Vršovskou horou. Tyto garáže zajišťují zázemí pro městskou autobusovou dopravu v jihovýchodní části české metropole.

## Historie

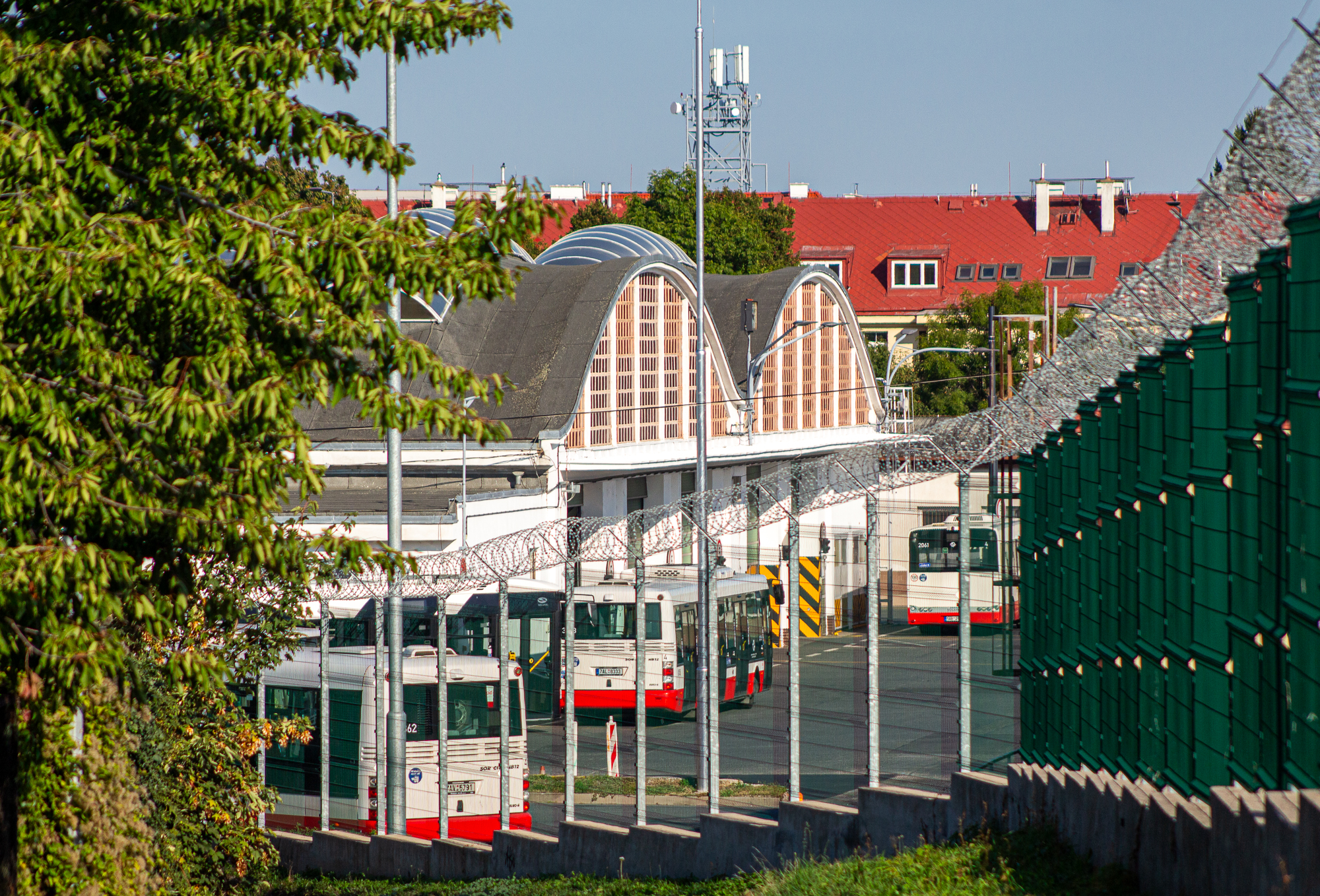
Hlavní hala

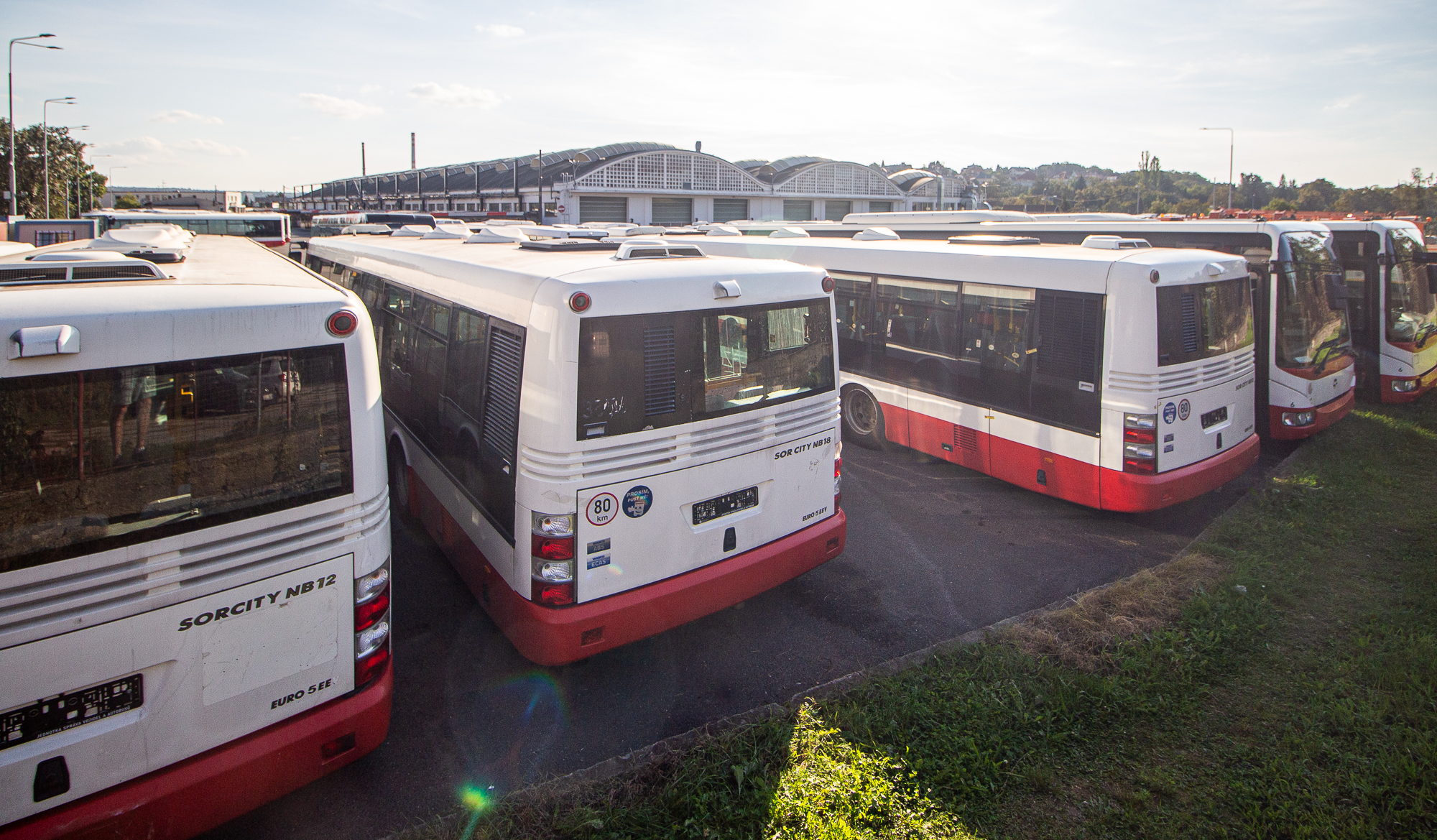
Odstavná plocha

Vršovické garáže vznikly a 2. dubna 1955 byly zprovozněny jako vozovna pro trolejbusy, čímž nahradily vozovnu Vinohrady (u Orionky). Jednalo se o první takovou vozovnu určenou pouze trolejbusům. Vzhledem k omezování a následnému ukončení provozu tohoto dopravního prostředku v Praze současně s růstem významu autobusů, jež obsluhovaly hlavně nově budovaná sídliště, bylo rozhodnuto tyto garáže využívat pro autobusy. První se zde objevily roku 1964, roku 1968 přestaly garáže sloužit trolejbusům. Později byly garáže rozšířeny i o odstavné plochy, čímž se kapacita více než zdvojnásobila, a roku 1972 přibyla též hala denního ošetření. V roce 2016 se zde nacházelo 137 autobusů těchto typů: Citybus 12M, SOR NB 12 a BN 12, Solaris Urbino 8,9 LE a Ikarus E91.